# 141 km (obwód moskiewski)
141 km (ros. 141 км) – przystanek kolejowy przy osiedlu dacz, w rejonie szachowskim, w obwodzie moskiewskim, w Rosji. Położony jest na linii Moskwa – Siebież. Najbliższą miejscowością jest Czuchołowo.